# Жеро Гренье
Жеро (Жерар) Гренье (Гранье) (Géraud Granier ou Grenier) (ум. 1164/1171) — крестоносец, сеньор Сидона. Сын Эсташа I Гренье и его жены Эммы де Шок.
Родился ок. 1110 г. После смерти отца (ум. 15 июня 1123) и старшего брата Эсташа (Евстахия) II (ум. до 1131) унаследовал сеньорию Сайда (Сидон). Сеньор Монфора с 1139. Брат Готье (ум. до 1154), сеньора Цезарии.
В 1153 году во время осады Аскалона командовал 15 галерами, перекрывшими вход в порт, но при приближении египетского флота не решился вступить в сражение из-за его численного превосходства. В результате осаждённые получили помощь.
Командовал пиратскими эскадрами, совершавшими нападения на корабли мусульман (а по некоторым сведениям — и христиан).
Жеро Гренье с не ранее чем 1138 г. был женат на Агнессе де Бюр, сестре Гильома II де Бюр, князя Галилеи, вдове Реньо Брюса, сеньора Баниаса. Дети:
- Эсташ III (ум. 1175), сеньор Сидона.
- Рено Гренье (ум. 1204), сеньор Сидона и Монфора.
- две дочери.

Жеро Гренье последний раз упоминается в документе, датированном 1164 годом. В 1171 году сеньором Сидона уже был его сын.